# 미 아도라블레 말디시온
《미 아도라블레 말디시온》(스페인어: Mi adorable maldición)은 2017년 방영된 멕시코의 텔레노벨라이다.